# Finlandia (vodka)
La Finlandia è una vodka finlandese distribuita dall'azienda statunitense Brown-Forman.

## Storia
Nel 1952 lo stato finlandese fonda la Alko, l'azienda nazionale per il monopolio della produzione di bevande alcoliche. Uno dei primi obiettivi dell'azienda fu la creazione di una vodka  che potesse competere a livello internazionale. Dopo diversi anni di sperimentazione, la Alko lanciò, nel 1970, la vodka Finlandia. Nel 1994 lancia una versione aromatizzata al cranberry, divenendo uno dei primi marchi di vodka di fascia premium a distribuire vodka aromatizzata.
Nel 2000 l'azienda statunitense Brown-Forman acquisì il 45% dell'azienda, raggiungendo l'85% della proprietà nel 2002 e completando l'acquisizione nel 2004.

## Produzione
La vodka Finlandia è prodotta con orzo a sei ranghi di origine finlandese e acqua di fonte morenica di Rajamäki. La distillazione avviene presso la distilleria Koskenkorva, situata nel villaggio omonimo nella municipalità di Ilmajoki. Essa avviene tramite oltre 200 passaggi di distillazione continua in un alambicco a sette colonne.

## Varietà
Sotto il marchio Finlandia sono distribuiti diversi prodotti:
- Classic (1970) - Vodka non aromatizzata
- Cranbberry (1994) - Vodka aromatizzata al mirtillo rosso americano
- Lime (1999) - Vodka aromatizzata al lime
- Mango (2004) - Vodka aromatizzata al mango
- Grapefruit (2006) -  Vodka aromatizzata al pompelmo
- Blackcurrant (2009) - Vodka aromatizzata al ribes nero
- 101 (2011) - Vodka non aromatizzata overproof (50,1 %vol.), disponibile solo nei duty free. Il lancio è avvenuto nell'aeroporto moscovita Domodedovo[10]
- Raspberry (2011) - Vodka aromatizzata al lampone
- Redberry (2011) - Vodka aromatizzata al mirtillo rosso americano e lampone
- Coconut (2014) - Vodka aromatizzata al cocco
- Nordic Berries (2015) - Vodka aromatizzata alle bacche nordiche (mirtillo rosso, mora di palude e mirtillo)
- Botanical - Cucumber & Mint (2022) - Vodka aromatizzata al cetriolo e alla menta[11]
- Botanical - Wildberry & Rose (2022) - Vodka aromatizzata ai frutti di bosco e alla rosa[11]

Inoltre esistono varietà ritirate dal mercato:
- Pineapple (1995-?) - Vodka aromatizzata all'ananas
- Tangerine (2009-?) - Vodka aromatizzata al mandarino

## Promozione
Dal suo primo lancio negli anni settanta, la vodka Finlandia è stata promossa tramite diverse campagne promozionali. Tutte queste si sono basate, nella quasi totalità dei casi, su due concetti principali: l'esaltazione del gusto o, comunque, della qualità della vodka e sul parallelismo fra le caratteristiche della vodka e i luoghi di origine, ponendo particolare enfasi sulla "coldness", sulla purezza e sulla trasparenza, in analogia con i ghiacciai finlandesi. Particolare efficacia ebbe la campagna promozionale del 1990, denominata "Vodka From the Top of the World", la quale, in un momento di recessione del mercato della vodka, portò la Finlandia a crescere in contrapposizione ai due principali competitori sul mercato statunitense, la Absolut e la Stolichnaya, divenendo una delle vodke importate più vendute. Il successo portò l'azienda a riproporre la campagna nel 2006.
Una strategia differente fu adottata unicamente nel 2002, quandla Finlandia sostituì la Smirnoff come vodka ufficiale del franchising di James Bond nel film La morte può attendere
.
Un elenco non esaustivo delle campagne promozionali della vodka Finlandia comprendono:
- "There are vodkas for orange juice lovers and tomato juice lovers. Now a vodka for vodka lovers" (1976)[17].
- "The vodka for vodka purists" (1977)[18]
- "Vodka for vodka drinkers" (1982).
- "Finlandia Vodka for vodka lovers" (1983).
- "The world's finest vodka" (1984)[19].
- "The final word in vodka. Finlandia" (1988)[20].
- "Vodka From the Top of the World" (1990, 2006) [21].
- "In a past life I was pure, glacial spring water" (1998) [22].
- "Pure James Bond. Finlandia Vodka. 007's vodka of choice" (2002) [23].

## Controversie
Il 1 aprile 2005, l'azienda presentò domanda di registrazione del marchio Finlandia presso l'Instituto Nacional de Calidad in Perù. Nel settembre 2006 l'ufficio rigetto la richiesta in quanto il nome, corrispondente al Paese di origine, non risultava sufficientemente distintivo. In seguito a un ricorso, il Tribunale Amministrativo annullò la decisione dell'Ufficio dei marchi stabilendo che è possibile concedere un diritto esclusivo su un nome geografico in quanto non vi erano ragioni per supporre che i consumatori, anche in ragione della notorietà del marchio, avrebbero potuto essere ingannati dal nome.